# ديونيسيو جيل
ديونيسيو جيل هو عسكري كوبي، ولد في 5 ديسمبر 1852، وتوفي في 9 ديسمبر 1899.